# La bussola e il cuore
La bussola e il cuore è un triplo album del cantautore Amedeo Minghi pubblicato il 14 ottobre 2016 dall'etichetta musicale Sony Music.
È un lavoro articolato in tre tappe: La bussola contiene brani inediti; Il cuore contiene successi riarrangiati e brani inediti; Mappe contiene venti brani registrati tra i primi anni settanta e la prima metà degli anni ottanta in versioni rare mai pubblicate prima.

## Tracce
CD 1 - La bussola (inediti):
1. In una notte
2. Pensando a te
3. Com'è bello il mondo
4. Gente sul confine
5. Vero più del vero
6. Verde è la speranza
7. Come se fosse vento
8. Siamo questa musica
9. E viene il giorno
10. Il mondo senza di noi

CD 2 - Il cuore (successi + inediti):
1. 1950
2. L'immenso
3. La vita mia
4. I ricordi del cuore
5. Vattene amore
6. Non abbiate paura
7. Cantico delle creature
8. Padre nostro
9. Le beatitudini
10. Domani
11. Io non ti lascerò mai (orchestrale)

CD 3 - Mappe (incisioni rare):
1. Il cuore è amore
2. Il gabbiano e la sirenetta
3. Nina dagli occhi neri
4. La terra di mio padre
5. Visto
6. Il coraggio di tornare
7. Una chiesetta senza croce e senza Dio
8. Nun ce l'ho
9. Nessuno
10. Ricorrenze d'amore (orchestrale)
11. La stella dello sperone
12. Gomma americana
13. Trimotore idrovolante
14. La ragione e l'amore
15. Sicura
16. Ti perdo e non vorrei
17. La breccia
18. Il geniaccio degli italiani
19. Telecomunicazioni sentimentali
20. Sognami

## Classifiche
| Paese  | Posizione raggiunta |
| ------ | ------------------- |
| Italia | 17                  |